# Véronique Trinquet
Véronique Marie Trinquet, née le 15 juin 1956 à Marseille, est une escrimeuse française maniant le fleuret. 

## Biographie
Elle est la sœur de Pascale Trinquet, elle aussi escrimeuse.
Véronique Trinquet participe à l'épreuve de fleuret par équipe lors des Jeux olympiques de 1976 à Montréal et remporte la médaille d'argent.
Elle est pharmacienne et mère de trois enfants.